# Distichophyllum samoanum
Distichophyllum samoanum är en bladmossart som beskrevs av Fleischer 1908. Distichophyllum samoanum ingår i släktet Distichophyllum och familjen Hookeriaceae. Inga underarter finns listade i Catalogue of Life.